# Образ Божией Матери Вальверде

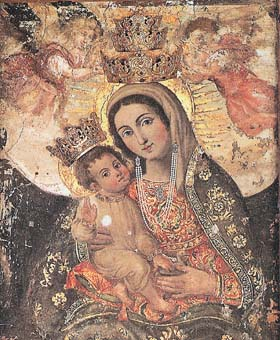

О́браз Бо́жией Ма́тери в Вальве́рде — нерукотворный образ, явленный в Вальверде, Сицилия.
Согласно преданию, в поздний период арабского господства на Сицилии, в июне 1038 года, путник по имени Эджидио направлялся из Катании в Ачиреале. Проходя Валлис Виридис, он подвергся нападению грабителя по имени Дионисий. Ограбив путника, Дионисий собирался убить его, когда был слышен голос: «Дионисий, оставь своё оружие… и оставь разбойничью жизнь». Считается, что это был глас Пресвятой Богородицы. Разбойник не только оставил порочную жизнь, но даже обратился ко Господу.
Пресвятая Дева ещё трижды являлась Дионисию.
Первый раз Дионисию было велено организовать паломничество вместе священникам и верующим Ачиреале, чтобы указать то место, где строить Храм на средства, полученные во время разбоев.
В другой раз чудесным образом было указано, где взять воды, необходимой для строительства.
В третий раз, в августе 1040 года, по преданию, Дионисий был поглощен молитвой, когда увидел луч яркого света и облако, на котором была Пресвятая Дева в окружении ангелов. Когда видение исчезло, на колонне остался запечатлён образ Пресвятой Богородицы. Этот нерукотворный образ весьма почитаем ныне.